# Shigaíta
La shigaíta es un mineral de la clase de los minerales sulfatos, y dentro de esta pertenece al llamado “grupo de la woodwardita”. Fue descubierta en 1985 en una mina de la prefectura Shiga, región Kinki, en la isla de Honshu (Japón), siendo nombrada así por esta localidad. Un sinónimo es su clave: IMA1984-057.

## Características químicas
Es un sulfato hidroxilado e hidratado de sodio, aluminio y manganeso.
Es el análogo con manganeso de la nikischerita (Na(Fe2+)6Al3(SO4)2(OH)18(H2O)12), también con estructura trigonal.

## Formación y yacimientos
Fue encontrado en un yacimiento con manganosita-rodocrosita-sonolita, como mineral secundario en yacimientos del manganeso metamorfizados.
Suele encontrarse asociado a otros minerales como: los tres mencionados,  pirocroíta, jacobsita, hausmannita, galaxita, leucofenicita, gageíta, cariopilita, arsenoclasita, gatehouseíta, hematita, barita o yeso.